# Marcelo Arroita-Jáuregui
Marcelo Arroita-Jáuregui Alonso (La Hermida, 1922-Santander, 1992) fue un escritor, poeta, traductor, crítico cinematográfico y actor español.

## Biografía
Realizó estudios universitarios y se licenció en derecho. De ideología abiertamente falangista, Arroita-Jáuregui en una ocasión llegó a exigir «un cine revolucionario, religiosamente exacto, políticamente válido, socialmente educativo y estéticamente valioso». Estuvo muy ligado al mundo cinematográfico, destacando como crítico de cine, y también en su faceta como censor cinematográfico.En esta faceta defendió la película de Carlos Saura La caza, a pesar de sus referencias a la guerra civil, por amor al cine. Fue auxiliar de dirección en la película Calle Mayor de Juan Antonio Bardem. También intervino como actor secundario en varias películas, entre otras Miss Muerte, Culpable para un delito, El Secreto del Dr. Orloff, Operación Plus Ultra, El otro árbol de Guernica o De camisa vieja a chaqueta nueva.
En sus primeros años fue uno de los impulsores de la revista santanderina Proel. A lo largo de su vida colaboró con numerosas publicaciones, como los diarios Alerta y El Alcázar, o las revistas Haz, La Hora, Alcalá —de la que llegó a ser director—, Laye, Correo Literario, Ateneo, Objetivo y Film Ideal.

## Obras
- —— (1951). El hombre es triste. Ediciones Proel.
- —— (1958). Tratado de la pena. Cantalapiedra.